# GAHAHAキング 爆笑王決定戦
『GAHAHAキング 爆笑王決定戦』（ガハハキング ばくしょうおうけっていせん）は、1993年10月3日から1994年3月27日まで一部テレビ朝日系列局で放送されていたテレビ朝日製作のバラエティ番組。放送時間は毎週日曜 12:00 - 12:45 （日本標準時）。

## 概要
毎週若手のお笑い芸人たちが5組登場し（1994年1月23日放送分からは4組に減枠）、審査員5名・一般審査員100名による審査で勝ち抜き戦が行われていた。10週勝ち抜きでチャンピオンとなり、100万円が贈呈された。後に『ボキャブラ天国』で活躍する芸人が多数出演していた。
番組は1994年3月に同タイトルでの放送を終了し、同年4月に土曜24:30枠へ移動。タイトルも『GAHAHA王国』と改めた。このリニューアルで放送枠が30分に縮小し、出演芸人の数も2組に減枠した。そして、本番組でGAHAHAキングに輝いた爆笑問題とフォークダンスDE成子坂によるコント・ゲームコーナーと、本番組の路線を継承したトーナメントコーナー「東京ギャグファイター」を中心とする構成になった。

## 出演者
司会の田代ほか何人かは『GAHAHA王国』にも引き続き出演した。

### 司会
- 田代まさし
- 久本雅美

### 審査員
- テリー伊藤
- 高田文夫
- 島田洋七
- なぎら健壱
- 八波一起
- 兵藤ゆき
- ポール牧
- みうらじゅん
- 杉兵助
- 麻生圭子

他、多数。

### 歴代GAHAHAキング
- 初代：爆笑問題
  - 1994年1月16日、ストレートで10週勝ち抜き。
  - 翌週1月23日より番組内にレギュラー出演のミニコーナーが設けられる。そのため、勝ち抜き戦出場者枠は5→4組となった。
- 2代目：フォークダンスDE成子坂
  - 2週目の挑戦で一度敗退。番組開始当初は一度敗退した場合は再び1週目から挑戦するというルールであった事から、通算で13週挑戦している。
  - 1994年2月27日、10週目の挑戦で審査員から「合格だけどキングとして（「死刑執行」のコントで勝ち抜き）はどうか」という判断で保留扱いになった。
  - 結果、翌週の3月6日に11週目でチャンピオンに輝いた。
- 3代目：ますだおかだ
  - 5週勝ち抜きの状態から『GAHAHA王国』へのリニューアル後にかけて挑戦。6週目の挑戦で一度敗退したが、1994年9月に10週勝ち抜きを達成。
  - ネタは殆どが漫才で、4週目の挑戦だけショートコントで勝ち抜いた。

### その他の挑戦者
- X-GUN - 10週目で敗退
  - 1回目の挑戦は5週目で敗退し、『GAHAHA王国』へのリニューアル後に3回再挑戦している。
  - 2回目の挑戦で「4週勝ち抜き扱い」のまま5週目から挑戦し、9週目で敗退。その後、3回目の挑戦で10週目に到達するも敗退。
  - 4回目の挑戦では「10週目だけ挑戦」という特別扱いをされていたが、敗退してしまった。
- NIGHT・SHIFT - 8週目で敗退
  - 1回目の挑戦は5週目で敗退。
  - その後、番組中盤から数週勝ち抜いて敗退した場合はその週から再挑戦できるルールとなった為「4週勝ち抜き扱い」のまま5週目から再挑戦した。
- ディスカス - 5週目で敗退
  - 2週勝ち抜きの状態から『GAHAHA王国』へのリニューアル後にかけて挑戦。
- ジャドーズ - 4週目で敗退
- MANZAI-C - 4週目で敗退
  - 1回目の挑戦は3週目で敗退し、『GAHAHA王国』へのリニューアル後に再挑戦している。
- プリン・プリン - 3週目で敗退
- ダックスープ - 3週目で敗退
  - 1週勝ち抜きの状態から『GAHAHA王国』へのリニューアル後にかけて挑戦。
- バラライカ - 3週目で敗退
- U2ROCKET - 3週目で敗退
- 当たって砕けろ - 3週目で敗退
- げんしじん - 2週目で敗退
- イジリー岡田 - 2週目で敗退
- T・K・O - 2週目で敗退
- キッコリーズ - 2週目で敗退
- てるやいわや - 2週目で敗退
- GO!ヒロミ - 2週目で敗退
- 神奈月 - 2週目で敗退
  - その後に再挑戦しており、2回目は初戦敗退となった。
- UBU - 初戦敗退
- 底ぬけAIR-LINE - 初戦敗退
- フローレンス - 初戦敗退
- クリソッツ - 初戦敗退
- らんぶるふぃっしゅ - 初戦敗退
- 生きる - 初戦敗退
- YANCHA - 初戦敗退
- みっともないず - 初戦敗退
- ブローアップ - 初戦敗退

### GAHAHA王国からの挑戦者
- オアシズ - 7週目で敗退
- 海砂利水魚
  - 4週勝ち抜きの状態で、その週で勝ち抜きコーナーが終了した。
- コムシコムサ
  - 1994年開催の素人大会に出場した、ふかわりょうが組んでいたコンビ。スタジオ収録まで勝ち進むも、優勝ならず。
- Take2
  - 4週勝ち抜きの状態で、その週で勝ち抜きコーナーが終了した。
- ジョーダンズ - 不明
- うんこマン - 初戦敗退
- ルナティックシアター - 初戦敗退

その他、GAHAHAキング時代から出演していた芸人も数組挑戦していた。

## 主題歌

### エンディングテーマ
- Sepia'n Roses -「冬が、冬が来るまえに」
- 葛城哲哉 -「Livin' In The City」

## スタッフ
- ナレーター：大森章督
- アシスタント：エリアネ・ゴーサ、キャンティス・ネイラー
- 企画：北村英一（テレビ朝日）
- 構成：出倉宏志、植竹公和、水野しげゆき、下等ひろき（現 加藤裕己）
- SW：関口光男
- カメラ：伊藤博
- 音声：手塚文雄
- VE：春日康志
- 照明：今野恒俊
- PA：ロッコウ・プロモーション
- デザイン：宇家譲二
- 美術進行：星野和久
- 大道具：三宅紀之（俳優座）
- 小道具：石井周次（テレフィット）
- 電飾：金田一郎（テルミック）
- 装置：テルミック
- 効果：細野貴裕（TSP）
- TK：矢島由紀子
- 編集：浜田喜代則（映像通信）
- MA：伊東香澄（映像通信）
- オープニングCG：長谷川章（ケネックジャパン）
- 広報：上田めぐみ（テレビ朝日）
- ディレクター：河野勝（テレビ朝日）、斉藤雅俊、関英一
- プロデューサー：鈴木宏男（テレビ朝日）、木村廣志
- 制作：テレビ朝日、オフィス・トゥー・ワン

| テレビ朝日 日曜12:00枠                            | テレビ朝日 日曜12:00枠                                      | テレビ朝日 日曜12:00枠                                          |
| 前番組                                            | 番組名                                                      | 次番組                                                          |
| ------------------------------------------------- | ----------------------------------------------------------- | --------------------------------------------------------------- |
| 報道多チャンネル （1992年4月5日 - 1993年9月26日） | GAHAHAキング 爆笑王決定戦 （1993年10月3日 - 1994年3月27日） | Jリーグ A GOGO!! （1994年4月 - 1996年3月） ※日曜18:30枠から移動 |